# Mark Alban Lotz

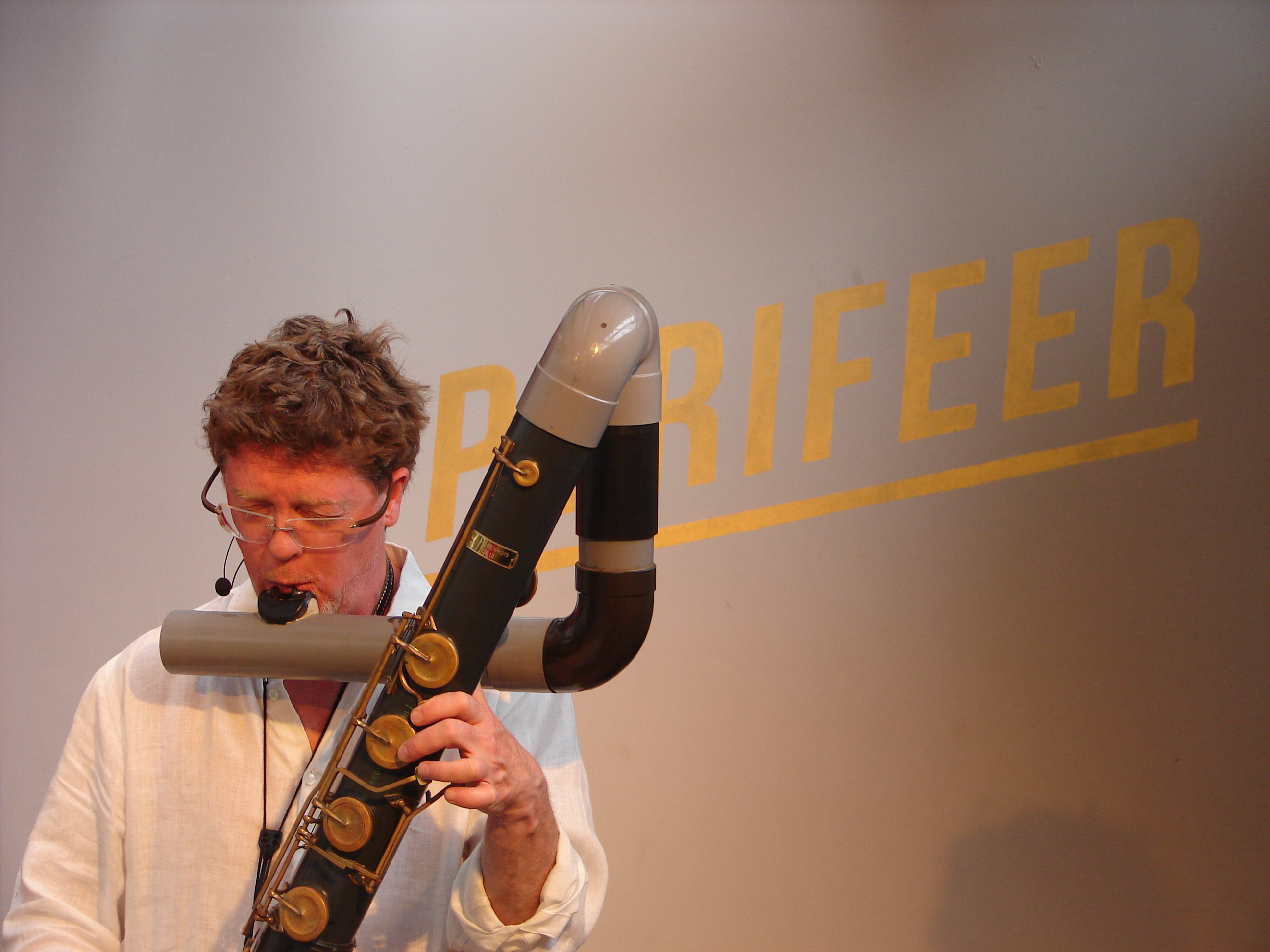
Mark Alban Lotz, 2015

Mark Alban Lotz (* 12. Juni 1963 in Tübingen) ist ein deutscher Jazzflötist.

## Leben und Wirken
Mark Lotz ist Sohn des Jazzhistorikers Rainer Lotz. Er wuchs in Berlin, Thailand und Uganda auf, bevor er bis zum Abitur 1983 das Konrad-Adenauer-Gymnasium Bonn-Bad Godesberg besuchte. In dieser Zeit nahm er Flötenunterricht bei Michael Heupel, der sein Vorbild war. Nach Ableistung des Zivildienstes studierte er zunächst bis 1986 Ethnologie und Musikwissenschaften in Berlin, um dann bis 1991 am Konservatorium Hilversum bei Ferdinand Povel Jazzflöte zu studieren. Auch nahm er Privatunterricht bei James Newton und Hubert Laws. Ein Studium in klassischer Musik an der Amsterdamse Hogeschool voor de Kunsten bei Jos Zwaanenburg schloss sich an.
Seit 1988 leitete er das Albanism Quartet (mit Michiel Borstlap), mit dem er 1989 beim Jazzwettbewerb in Karlsbad bis in die Endrunde kam. Seit den 1990er Jahren arbeitet er in der Jazzszene seiner langjährigen Wahlheimat, der Niederlande, u. a. mit Gijs Hendriks, Tjitze Vogel und Meinrad Kneer. Mit dem Klarinettisten Maarten Ornstein und dem Schlagzeuger Stefan Kruger gründete er 1991 sein bis heute (2016) bestehendes Ensemble Lotz of Music; 1994 erschien auf Laika Records ein erstes Album Puasong Daffriek, 1995 spielte er die Musik zu Rolf Orthels Dokumentarfilm Antartica - a Ticket to Eternity ein.
Seit 1997 initiiert Lotz Cross-overs mit kubanischer, moldawischer, westafrikanischer, türkischer, indischer Musik und arbeitete mit Bildender Kunst noisiVision mit Elselien van der Graaf und Video Kunst (VJ Soundshadow). Ab 2002 Komposition Aufträge für verschiedene Ensembles wie das Streichquartett Zapp4 oder Piano-Trio Travelling Light. 2003 Kollaboration mit Dj Cycle (Erik van Putten) in Afro Lounge, ein Cross-over von House-Musik mit afrokubanischer Musik. 2004 führt die Zusammenarbeit mit dem Theaterregisseur Eric de Vroedt in der Soapera zu Pendant La Nuit, von der auch die gleichnamige CD publiziert wurde. Er spielte in Projekten mit Musikern wie Tony Overwater, Michael Moore, Michael Baird, Alan Laurillard, Estrella Acosta, Raj Mohan, Wouter Hamel, Don Byron, Giovanca Ostiana, Sandhya Sanjana, Rogier Telderman, Kâmil Erdem, Sibel Köse, Claudio Puntin, Mehmet Polat, Chris Potter. Seit 2002 gehörte er zum Global Village Orchestra und war auch an dessen Alben beteiligt. 1997 ging er mit kubanischen Musikern in Havana und 2011 mehrfach mit türkischen Musikern in Istanbul ins Studio.

## Diskographische Hinweise
- Vogel/Lotz, t(w)o-do: mostly harmless … (GLM Edition Collage 1994, mit Tjitze Vogel)
- Lotz of Music: Puasong Daffriek (Laika 1994, mit Maarten Ornstein, Stefan Schmid, Marius Beets, Stefan Kruger)
- Blue Moods with the Mark Lotz Quartet (Via Jazz 1990, mit Peter Beets, Eric Doelman, Sander Tekelenburg, Marius Beets, Wim Kegel, Ben Schröder)
- Lotz of Music: Pum’kin Diaries (LopLop Records & Random Chance Records 2002 mit Marc van Roon, Eric Surménian, Michael Vatcher)
- Mark Lotz & Shango’s Dance: Cuban Fishes Make Good Dishes, rec. 1997–2002 (Loplop Records & Random Chance Records 2004, mit Alexis Zayas Rosabal, Jazmin Saavedra, Ariel Bridon Romero, Jorge Martinez Galan, Estrella Acosta, Liesbeth Anker, Freila Merencio Blanco, José Pilar Suarez, Javier Campos Martinez, Jorge Nuñez Menocal, Sjahin During, Jos De Haas, Jens Kerkhoff, Arturo ‘Hueso’ Linares, Maarten Ornstein, Marc van Roon, Stefan Schmid, Jos Machtel, Eric Surménian, Liber Torrientes Mirabal, Stefan Kruger, André Pet)
- Global Village Orchestra: Globalistics (LopLop Records & Random Chance Records 2003, mit Mola Sylla, Behsat Üvez, Kamil Abbas, Steven Kamperman, Akos Laki, Henk Spies, Karim Eharruyen, Tjitze Anne Vogel, Afra Mussawisade)
- Lotz of Music: Pendant la Nuit (Loplop Records 2004, mit Edwin Berg, Eric Surménian, Frederic Jeanne, Alan Gunga Purves)
- Mark Lotz Meets Omar Ka, A Fula’s Call: Liingu (Loplop Records & As De Pic Music 2007, mit Raphael Vanoli, Omar Ka, Afra Mussawisade)
- Lotz of Music: Bite! (Loplop Records 2009, mit Lysander Le Coultre, Albert van Veenendaal, Alan Gunga Purves)
- Istanbul Improv Sessions May 5’th (Loplop & re:konstruKt 2011 mit Can Ömer Uygan, Alexandre Toisoul, Florent Merlet, Michael Hays, Umut Çağlar)
- Mark Lotz & Islak Köpek: Istanbul Improv Sessions May 4th (Evil Rabbit Records 2011, mit Sevket Akinci, Robert Reigle, Kevin W. Davis, Volkan Terzioglu, Korhan Erel)
- Meinrad Kneer & Mark Alban Lotz: u-ex(perimental) (Evil Rabbit Records 2012, mit Jodi Gilbert, Alfredo Genovesi, Guillaume Heurtebize, Dana Jessen, Mary Oliver, Yedo Gibson, Felicity Provan, Joost Buis, Koenraad Ecker, Maraatsj ten Hoorn)
- Solo Flutes (Loplop Records 2014)
- Mark Lotz & Alan Purves: Food Foragers (Unit Records 2018)
- Freshta (ZenneZ Records/Berthold Records, 2023, mit Claudio Puntin, Jeroen van Vliet, Jörg Brinkmann, Dirk-Peter Kölsch)[4]